# Wyatt Crockett
Wyatt Crockett (* 24. Januar 1983 in Christchurch, Neuseeland) ist ein neuseeländischer Rugby-Union-Spieler auf der Position des Pfeilers. 
Crockett ging auf das Nelson College zur Schule und ist ein Mitglied des Rugbyvereins Burnside RFC aus Christchurch. In seiner Jugend gewann er mit der neuseeländischen U-19-Rugbynationalmannschaft die Rugby-Junioren-Weltmeisterschaft 2002 in Italien und mit der U-21-Nationalmannschaft die Junioren-Weltmeisterschaft 2004 in Schottland. 
Seit 2005 spielt er für die Auswahl der Canterbury RFU in der neuseeländischen Rugbymeisterschaft. Mit ihr wurde er 2008, 2009, 2010 sowie 2011 viermal hintereinander Meister. Außerdem gewann er mit Canterbury den Ranfurly Shield in den Jahren 2007 (eine erfolgreiche Verteidigung), 2009 (vier erfolgreiche Verteidigungen) und 2010 (zwei erfolgreiche Verteidigungen). 
Des Weiteren läuft er seit dem Jahr 2006 für die Crusaders im internationalen Super Rugby auf. Mit ihnen erlangte er 2006 und 2008 den Titel. 2007, 2009 sowie 2010 scheiterten sie im Halbfinale und 2011 im Finale der Meisterschaft.
2009 debütierte er aufgrund seiner Leistungen für die neuseeländische Nationalmannschaft (All Blacks) während der Juniländerspiele gegen die italienische Nationalmannschaft. Die All Blacks gewannen mit 27:6. Am Jahresende war er im Kader der All Blacks für ihre alljährliche Novembertour in Europa, wo er bei den Siegen über Italien und der walisischen Nationalmannschaft auflief. 
Seine nächste Nationalmannschaftsnominierung erfolgte erst zwei Jahre später. Er spielte in den Tri Nations 2011 und verteidigte mit den All Blacks erfolgreich den Bledisloe Cup gegen die australische Nationalmannschaft (Wallabies). Danach schaffte er es nicht in den Kader der Neuseeländer für die Rugby-Union-Weltmeisterschaft 2011 im eigenen Land.